# Анхнесмеріра II
Анхнесмеріра II або Анхесенпепі — регентка при малолітньому фараоні Пепі II Шостої династії Стародавнього Єгипту.

## Життєпис
Походила зі знатного роду. Донька аристократа Кхуї та візира (чаті) Небет. після своєї старшої сестри Анхнесмепепі I стала дружиною фараона Пепі I. Це сталося десь в 2290-х або 2240-х роках до н. е. (за довгою і короткою хронологією відповідно). Приблизно через 6 років фараон помер, а новим фараоном став небіж Анхнесмеріра II — Меренра I (від сестри Анхнесмепепі I). Для зміцнення династії та свого впливу Анхнесмеріра II вийшла заміж за Меренра I, від якого мала доньку Анхнесмепепі III.
Після смерті Меренра I близько 2279 року (2229) року до н. е. новим фараоном став син Пепі II. Втім фактична влада зосередилася у його матері Анхнесмеріра II. Регентство тривало 10—15 років.

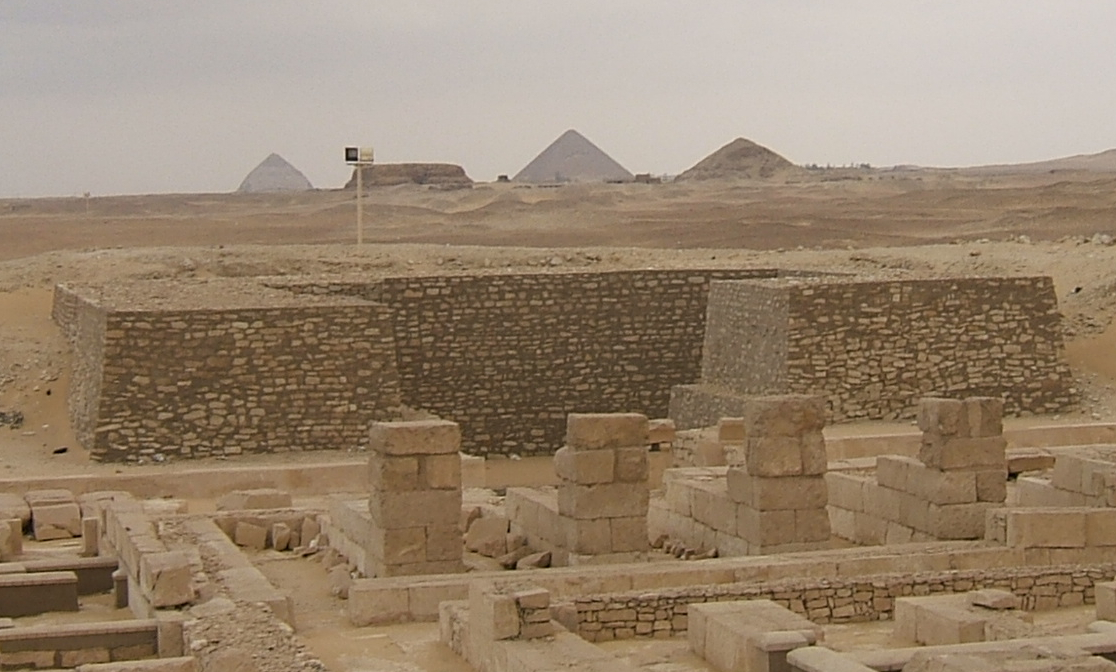
піраміда Анхнесмеріра II

Після смерті для неї було зведено власний пірамідний комплекс за наказом Пепі II. Піраміду було розкопано у 1998 році. 2017 року було знайдено обеліск, присвячений цій цариці, а також голова її статуї.